# Geroldswil
Geroldswil é uma comuna da Suíça, no Cantão Zurique, com cerca de 4.533 habitantes. Estende-se por uma área de 1,91 km², de densidade populacional de 2.373 hab/km². Confina com as seguintes comunas: Dietikon, Oetwil an der Limmat, Weiningen.
A língua oficial nesta comuna é o Alemão.